# Armadale (West Lothian)
Armadale (gael. Armadal) – miasto w środkowej Szkocji, w jednostce administracyjnej (council area) West Lothian, historycznie w hrabstwie Linlithgowshire, położone pomiędzy Glasgow a Edynburgiem, 3 km na zachód od Bathgate. W 2011 roku liczyło 11 836 mieszkańców.
W tym mieście Anna i Gary Gray przystroili dom na święta Bożego Narodzenia 24 tys. światełek, gdzie zajęło im to 6 tygodni pracy. Ich dom od 4 lat jest atrakcją turystyczną, która przynosi tysiące funtów z przeznaczeniem na cele charytatywne. Iluminacja świetlna wokół domu jest podłączona do komputera i sterowana elektronicznie. Państwo Gray synchronizują także zmianę świateł z oprawą muzyczną. Ponadto instalują wokół posesji ponad 150 rekwizytów kojarzących się z Bożym Narodzeniem.
Dawna posiadłość ziemska, na terenie której znajduje się obecne miasto, nosiła nazwę Barbauchlaw, wskazującą, że było to miejsce polowań na dziki. W 1790 roku ziemie te nabył William Honeyman, lord Armadale, tytułowany tak od innej jego posiadłości – wsi Armadale w hrabstwie Sutherland, na północnym wybrzeżu Szkocji. Od jego tytułu pochodzi nazwa obecnego miasta, które do około 1850 roku pozostawało niewielką osadą, ulokowaną przy głównym szlaku drogowym łączącym Edynburg z Glasgow. Miejscowość rozwinęła się w drugiej połowie XIX wieku, za sprawą eksploatowanych w okolicy złóż węgla, żelaza, łupków bitumicznych, gliny i wapienia. Na bazie tych surowców rozwinął się tu przemysł – m.in. cegielnie, zakłady chemiczne (produkcja parafiny), huta stali. W 1855 roku do miasta dotarła kolej. Wydobycie węgla prowadzone było do lat 70. XX wieku, a hutę stali zamknięto w latach 90.